# Peradeniya
Peradeniya är en stad i utkanten av Kandy i Sri Lanka. Staden har 50 000 invånare. Staden ligger några kilometer väst om Kandy vid A1 vägen som förbinder Kandy med Colombo.
Peradeniya är känd för Stora Kungliga botaniska trädgårdarna i Peradeniya, den ses som en av de vackraste botaniska trädgårdarna i Asien. Den ligger vid Mahaweli river och den lockar många lankeser och turister.
I staden ligger University of Peradeniya som är det näst äldsta och största universitetet i Sri Lanka med 8000 studenter.